# Alicia Amatriain
Alicia Amatriain (San Sebastián, 1980) è un'ex ballerina spagnola di origine basca, prima ballerina del balletto di Stoccarda dal 2002 dal 2022.

## Biografia
Alicia Amatriain è nata e cresciuta a Donostia-San Sebastián, dove ha cominciato a studiare danza prima di perfezionarsi alla John Cranko Schule di Stoccarda. Dopo aver conseguito il diploma nel 1998 è stata scritturata dal balletto di Stoccarda, di cui è diventata prima ballerina nel 2002. Nel 2009 ha danzato con Roberto Bolle in Giselle al Teatro di San Carlo, interpretando Giselle nella ripresa di Anna Razzi. Nel 2013 ha danzato ancora con Bolle in Roberto Bolle and Friends, mentre nel 2016 ha vinto il Prix Benois de la Danse per la sua performance nei balletti A Streetcar Named Desire e The Soldier's Tale. Nell'aprile 2022 ha annunciato il suo ritiro dalle scene in seguito a un infortunio alla gamba.
Nel corso della sua carriera ha danzato alcuni dei maggiori ruoli coreografati da John Cranko: Tatiana in Onegin, Odette e Odile ne Il lago dei cigni e Giulietta in Romeo e Giulietta. Il suo vasto repertorio con la compagnia tedesca includeva anche i ruoli di Kitri nel Don Chisciotte di Marius Petipa, Maria Larisch nel Mayerling di Kenneth MacMillan, Aurora ne La bella addormentata di Frederick Ashton, Tersicore nell'Apollon Musagete di George Balanchine e l'eponime protagoniste di Giselle e La Sylphide.
Amatriain è legata sentimentalmente al solista del Balletto di Stoccarda Alexander McGowan e la coppia ha una figlia.